# Marie-Curie-Gymnasium Ludwigsfelde
Das Marie-Curie-Gymnasium in Ludwigsfelde in Brandenburg ist eine öffentliche weiterführende Schule in Trägerschaft des Landkreises Teltow-Fläming.
Das Gymnasium wurde 1991 gegründet, hat 637 Schüler (2024), 47 Lehrkräfte und wird seit seiner Gründung von Volker Freitag (* 1963) geleitet. Die Aufnahme erfolgt ab der 5. Jahrgangsstufe in eine sogenannte Leistungs- und Begabtenklasse (LuBK). Ab der 7. Jahrgangsstufe ist die Aufnahme auch möglich. Das Gymnasium bietet als Schulabschlüsse den Hauptschulabschluss, die Berufsbildungsreife, den Erweiterten Hauptschulabschluss, die Erweiterte Berufsbildungsreife, den Realschulabschluss, die Fachoberschulreife, die Erlaubnis zum Besuch der gymnasialen Oberstufe und die Allgemeine Hochschulreife (AHR) an. Des Weiteren ist sie seit 2009 ein MINT Excellence Center des Vereins mathematisch-naturwissenschaftlicher Excellence-Center an Schulen e. V.; ihr Schwerpunkt liegt im naturwissenschaftlichen Bereich.
Den Einzugsbereich der Schule bilden neben Ludwigsfelde selbst auch die umliegenden Gemeinden Trebbin, Großbeeren, Zossen und Am Mellensee. Der älteste Teil des Schulgebäudes wurde 1942 eingeweiht; in der DDR trug sie den Namen Polytechnische Oberschule Ernst-Thälmann, ab 1991 ist sie ein Gymnasium und seit 1997 das nach Marie Curie benannte Marie-Curie-Gymnasium Ludwigsfelde.

## Schulstandort
Das Marie-Curie-Gymnasium liegt in der Ludwigsfelder Innenstadt, wenige Gehminuten von Rathaus und Bahnhof Ludwigsfelde entfernt. Ludwigsfelde ist eine Mittelstadt mit etwa 30.000 Einwohnern im Landkreis Teltow-Fläming. Die Schule liegt an der Ernst-Thälmann-Straße; in unmittelbarer Nähe zu ihr befindet sich die Gebrüder-Grimm-Grundschule.

## Struktur der Schule
Unterrichtet werden in den Jahrgangsstufen 5 und 6 jeweils eine LuBK-Klasse, von der 7. bis zur 10. Jahrgangsstufe je vier Schulklassen und in der Sekundarstufe II ca. 90 Schüler je Jahrgangsstufe. Es werden die Fächer Deutsch, Englisch, Französisch, Mathematik, Geschichte, Geographie, Politische Bildung, WAT, Lebensgestaltung-Ethik-Religionskunde, Kunst, Musik, Evangelischer Religionsunterricht, Physik, Chemie, Biologie, Latein, Informatik, Sozialkunde / Pädagogik, Naturwissenschaften und Sport unterrichtet (in den Jahrgangsstufen 5 und 6 auch NaWi und GeWi (Naturwissenschaften und Gesellschaftswissenschaften); in den Jahrgangsstufen 5, 6, 7 und 8 gibt es sogenannte Klassenleiterstunden im Rahmen des Ganztagsprogramms). Alle zwei Jahre werden die Klassensprecher und die Elternvertreter gewählt, die den Schulsprecher wählen. Ferner wird ein Elternsprecher durch die Elternvertreter gewählt. Die Schule verfolgt ein eigenes Leitbild, arbeitet mit iPads im Unterricht und verfügt in fast allen Räumen über digitale Tafeln. Die Schule nutzt die Schul-Cloud Brandenburg im Unterricht. Außerdem verfügt sie über einen über 1000 m² großen Schulhof, ein „grünes Klassenzimmer“ (ein Lernort in der Natur), eine Dreifeld-Sporthalle, die auch von zahlreichen Ludwigsfelder Vereinen, u. a. dem Ludwigsfelder Leichtathleten e. V., genutzt wird, eine Sportanlage im Freien direkt neben ihr, eine Cafeteria, in der die Schulspeisung erfolgt sowie über vier Häuser: das Haupthaus, das Ganztagsgebäude (die Schule ist in der Sekundarstufe I eine offene Ganztagsschule), die Sporthalle und das Kunstgebäude, in dem der Kunstunterricht stattfindet.

## Schulveranstaltungen und Arbeitsgemeinschaften
Zu den am Marie-Curie-Gymnasium wählbaren Arbeitsgemeinschaften zählen u. a. die AG Jugend forscht, die am gleichnamigen Schülerwettbewerb teilnimmt, die AG Chemkids (sie nimmt ebenfalls am gleichnamigen Wettbewerb teil), die AGs Schülerzeitung, Basketball, Sport, Recht, Klima, Musical und eine eigene Schülerband, die zu Schulveranstaltungen, aber auch auf Gastauftritten spielt. Am 13. März 2025 wurde die erste Sitzung der AG Luftfahrt, die in Kooperation mit der MTU Maintenance Berlin-Brandenburg GmbH angeboten wird, abgehalten – mit dem Ergebnis, dass sie weiterhin regelmäßig stattfindet.
Zu den Schulveranstaltungen zählen der seit 2023 bestehende Welcome-Day, der am ersten Mittwoch im neuen Schuljahr stattfindet, der Marie-Curie-Tag am ersten Donnerstag nach dem 7. November, dem Geburtstag der Namensgeberin des Gymnasiums, zu derer Ehren dieser Projekttag stattfindet, an dem in jedem Jahr ein anderer Vortrag zu einem anderen wissenschaftlichen Thema von einem Gastreferenten gehalten wird, der Weihnachtstag, der am letzten Schultag vor den Weihnachtsferien stattfindet und an dem ein Schulweihnachtsmarkt stattfindet, die Lesenacht im März, das Frühlingskonzert sowie zahlreiche freiwillige Schulwettbewerbe in den MINT-Fächern und einige Wettbewerbe statt.

### Wettbewerbe
Die Wettbewerbe, an denen Schülerinnen und Schüler des Gymnasiums teilnehmen können, sind nachfolgend aufgelistet:
- Pangea-Mathematikwettbewerb (Teilnahme verpflichtend; Jahrgangsstufen 5–10)
- Känguru der Mathematik (Teilnahme freiwillig; Jahrgangsstufen 5–10)
- The Big Challenge (Teilnahme freiwillig; Jahrgangsstufen 5–10)
- Landesolympiade Mathematik (Teilnahme freiwillig; Jahrgangsstufen 5–12)
- Landesolympiade Biologie (Teilnahme freiwillig; Jahrgangsstufen 5–12)
- Landesolympiade Chemie (Teilnahme freiwillig; Jahrgangsstufen 5–12)
- Landesolympiade Physik (Teilnahme freiwillig; Jahrgangsstufen 5–12)
- Landesolympiade Informatik (Teilnahme freiwillig; Jahrgangsstufen 5–12)

### Partnerschaften
Es besteht eine Partnerschaft mit der Stadtbibliothek Ludwigsfelde sowie mit dem DNWAB (Dahme-Nuthe Wasser, Abwasserbetriebsgesellschaft mbH) und der MTU Maintenance Berlin-Brandenburg GmbH. Das Gymnasium ist Mitglied im Verein mathematisch-naturwissenschaftlicher Excellence-Center an Schulen e. V. und ein Ausgeber des MINT-Zertifikats.